# La electrificación total de México acabará con la miseria del pueblo
La electrificación total de México acabará con la miseria del pueblo és un mural inacabat de David Siqueiros i Josep Renau per al Sindicat Mexicà d'Electricistes, que havia d'ubicar-se a quatre parets del hall de la seu del sindicat. El mural s'havia de realitzar a continuació de Retrato de la Burguesía, i es conserven molts dels materials preparatoris.
També s'ha conegut com La marcha del proletariado.